# Мексика на літніх Олімпійських іграх 2012
Мексику на літніх Олімпійських іграх 2012 представляли 102 спортсмени.

## Нагороди
| Медаль | Спортсмен | Вид спорту      | Дисципліна                      | Дата   |
| ------ | --- | --------------- | ------------------------------- | ------ |
| Золото | Олімпійська збірна Мексики з футболу Хосе Корона (капітан) Ісраель Хіменес Карлос Сальсідо Ірам М'єр Дарвін Чавес Ектор Еррера Хав'єр Кортес Марко Фабіан Орібе Перальта Джовані дос Сантос Хав'єр Акіно Рауль Хіменес Дієго Реєс Хорхе Енрікес Нестор Відріо Мігель Понсе Нестор Араухо Хосе Антоніо Родрігес | Футбол          | Футбол                          | 11 Сер |
| Срібло | Іван Гарсія Херман Санчес | Стрибки у воду  | Чоловіки, вишка, 10 м           | 30 Лип |
| Срібло | Паола Еспіноса Алехандра Ороско | Стрибки у воду  | Жінки, вишка, 10 м              | 31 Лип |
| Срібло | Аїда Роман | Стрільба з лука | Жінки, індивідуальна першість   | 2 Сер  |
| Бронза | Маріана Авітія | Стрільба з лука | Жінки, індивідуальна першість   | 2 Сер  |
| Бронза | Лаура Санчес | Стрибки у воду  | Жінки, стрибки з трампліну, 3 м | 5 Сер  |
| Бронза | Марія Еспіноса | Тхеквондо       | понад 67 кг                     | 5 Сер  |

## Академічне веслування
Чоловіки
| Спортсмени           | Дисципліна | Відбіркові заїзди | Відбіркові заїзди | Втішний заїзд | Втішний заїзд | Чвертьфінали | Чвертьфінали | Півфінали | Півфінали | Фінал   | Фінал |
| Спортсмени           | Дисципліна | Час               | Місце             | Час           | Місце         | Час          | Місце        | Час       | Місце     | Час     | Місце |
| -------------------- | ---------- | ----------------- | ----------------- | ------------- | ------------- | ------------ | ------------ | --------- | --------- | ------- | ----- |
| Патрік Лолігер Салас | Одиночки   | 6:51.78           | 3                 | Н/Д           | Н/Д           | 7:00.20      | 4            | 7:29.82   | 2         | 7:20.10 | 14    |

Жінки
| Спортсмени           | Дисципліна | Відбіркові заїзди | Відбіркові заїзди | Втішний заїзд | Втішний заїзд | Чвертьфінали | Чвертьфінали | Півфінали | Півфінали | Фінал   | Фінал |
| Спортсмени           | Дисципліна | Час               | Місце             | Час           | Місце         | Час          | Місце        | Час       | Місце     | Час     | Місце |
| -------------------- | ---------- | ----------------- | ----------------- | ------------- | ------------- | ------------ | ------------ | --------- | --------- | ------- | ----- |
| Дебора Оклі Гонсалес | Одиночки   | 8:00.17           | 4                 | Н/Д           | Н/Д           | 8:10.97      | 4            | 8:14.03   | 5         | 8:40.70 | 22    |